# Miss USA 1989
Miss USA 1989, fue la 38.ª edición del certamen Miss USA cuya final se llevó a cabo el 28 de febrero de 1989 en el Centro Cívico de Mobile, en Mobile, Alabama, Estados Unidos. Candidatas provenientes de los 50 estados del país y el Distrito de Columbia compitieron por el título. Al final del evento, Courtney Gibbs, Miss USA 1988 de Texas coronó a Gretchen Polheimus de Texas como su sucesora.

Este fue el primer concurso de Miss USA que fue presentado por Dick Clark, difiriendo de presentador para Miss Universo 1989 con John Forsythe. Angie Dickinson fue la encargada de los comentarios tras bambalinas. Este ha sido el único concurso de Miss USA celebrado en el estado de Alabama.

## Resultados
| Posiciones        | Delegada |
| ----------------- | --- |
| Miss USA 1989     | - Texas - Gretchen Polhemus |
| Primera Finalista | - Oklahoma - Jill Scheffert |
| Segunda Finalista | - Nueva Jersey - Debra Lee Husti |
| Tercera Finalista | - Luisiana - Elizabeth Primm |
| Cuarta Finalista  | - Georgia - Michelle Nemeth |
| Semifinalistas    | - California - Christina Faust - Colorado - Debbie James - Pensilvania - Denise Epps - Arizona - LeeAnne Locken - Illinois - Kelly Holub |

### Premios especiales
| Premio              | Delegada                         |
| ------------------- | -------------------------------- |
| Mejor traje estatal | - Illinois - Kelly Holub         |
| Miss Fotogénica     | - Luisiana - Elizabeth Primm     |
| Miss Simpatía       | - Virginia - Kimberly Nicewonder |

### Puntajes finales
| \| Estado \| Puntaje preliminar \| Entrevista \| Traje de Baño \| Traje de Gala \| Puntaje semifinal \| \| ------------ \| ------------------ \| ---------- \| ------------- \| ------------- \| ----------------- \| \| Texas \| 9.084 (1) \| 9.425 (1) \| 9.535 (1) \| 9.601 (1) \| 9.520 (1) \| \| Oklahoma \| 8.662 (4) \| 8.880 (2) \| 8.762 (5) \| 9.214 (2) \| 8.952 (2) \| \| Nueva Jersey \| 8.510 (7) \| 8.626 (5) \| 8.712 (6) \| 9.165 (3) \| 8.834 (3) \| \| Georgia \| 8.407 (9) \| 8.821 (3) \| 8.473 (7) \| 9.032 (4) \| 8.775 (4) \| \| Luisiana \| 8,829 (3) \| 8.600 (6) \| 8.820 (4) \| 8.710 (7) \| 8.710 (5) \| \| California \| 8.659 (5) \| 8.313 (8) \| 8.977 (2) \| 8.774 (6) \| 8.688 (6) \| \| Colorado \| 8.388 (10) \| 8.638 (4) \| 8.432 (9) \| 8.786 (5) \| 8.618 (7) \| \| Pensilvania \| 8.850 (2) \| 8.534 (7) \| 8.467 (8) \| 8.613 (10) \| 8.538 (8) \| \| Arizona \| 8.529 (6) \| 7.792 (10) \| 8.833 (3) \| 8.703 (8) \| 8.442 (9) \| \| Illinois \| 8.501 (8) \| 7.988 (9) \| 8.432 (9) \| 8.681 (9) \| 8.367 (10) \| | Ganadora Primera Finalista Segunda Finalista Tercera Finalista Cuarta Finalista Semifinalista (#) Posición en competencia |            |               |               |                   |
| Estado | Puntaje preliminar | Entrevista | Traje de Baño | Traje de Gala | Puntaje semifinal |
| Texas | 9.084 (1) | 9.425 (1)  | 9.535 (1)     | 9.601 (1)     | 9.520 (1)         |
| Oklahoma | 8.662 (4) | 8.880 (2)  | 8.762 (5)     | 9.214 (2)     | 8.952 (2)         |
| Nueva Jersey | 8.510 (7) | 8.626 (5)  | 8.712 (6)     | 9.165 (3)     | 8.834 (3)         |
| Georgia | 8.407 (9) | 8.821 (3)  | 8.473 (7)     | 9.032 (4)     | 8.775 (4)         |
| Luisiana | 8,829 (3) | 8.600 (6)  | 8.820 (4)     | 8.710 (7)     | 8.710 (5)         |
| California | 8.659 (5) | 8.313 (8)  | 8.977 (2)     | 8.774 (6)     | 8.688 (6)         |
| Colorado | 8.388 (10) | 8.638 (4)  | 8.432 (9)     | 8.786 (5)     | 8.618 (7)         |
| Pensilvania | 8.850 (2) | 8.534 (7)  | 8.467 (8)     | 8.613 (10)    | 8.538 (8)         |
| Arizona | 8.529 (6) | 7.792 (10) | 8.833 (3)     | 8.703 (8)     | 8.442 (9)         |
| Illinois | 8.501 (8) | 7.988 (9)  | 8.432 (9)     | 8.681 (9)     | 8.367 (10)        |

## Concursantes
51 mujeres provenientes de todos los estados y el Distrito de Columbia participaron por el título de Miss USA 1989:
| - Alabama - Sheri Mooney - Alaska - Tina Marie Garaci - Arizona - LeeAnne Locken - Arkansas - Paige Yandell - California - Christina Faust - Colorado - Debbie James - Connecticut - Lisa Vendetti - Carolina del Norte - Jacqueline Padgette - Carolina del Sur - Angela Shuler - Dakota del Norte - Carla Christofferson - Dakota del Sur - Nanette Endres - Delaware - Terri Spruill - Distrito de Columbia - Somaly Sieng - Florida - Jennifer Parker - Georgia - Michele Nemeth - Hawái - Juie Larson - Idaho - Kelli Bean - Illinois - Kelly Holub - Indiana - Gwen Rachelle Volpe - Iowa - Marcy Requist - Kansas - Nancy Burris - Kentucky - Veronica Hensley - Luisiana - Elizabeth Primm - Maine - Kirsten Blakemore - Maryland - Jackie Carroll - Massachusetts - Kim Wallace | - Míchigan - Karyn Finucan - Minnesota - Julie Knutson - Misisipi - Laure Leigh Durrett - Misuri - Rhonda Hoglen - Montana - Tammy Reiter - Nebraska - Reneen Harter - Nevada - Janu Tornell - Nueva Jersey - Deborah Lee Husti - Nueva York - Jennifer Fisher - Nuevo Hampshire - Fayleen Chwalek - Nuevo México - Traci Brubanker - Ohio - Lisa Thompson - Oklahoma - Jill Scheffert - Oregón - Jenifer Blaska - Pensilvania - Denise Epps - Rhode Island - Debra Damiano - Tennessee - Kimberly Payne - Texas - Gretchen Polheimus - Utah - Zanetta Van Zyverden - Vermont - Stacey Palmer - Virginia - Kimberly Nicewonder - Virginia Occidental - Chiann Fan - Washington - Kathy Eicher - Wisconsin - Sherri Leigh Baxter - Wyoming - Chandra Anderson |